# Giovanni Tommasi Ferroni
Giovanni Tommasi Ferroni (Roma, 12 novembre 1967) è un pittore italiano.
Richiamandosi al Realismo magico, si è specializzato in pittura fantastica.

## Biografia
È nato in una famiglia d'arte: il padre, è Riccardo Tommasi Ferroni, il nonno Leone Tommasi, lo zio Marcello Tommasi e la sorella Elena, pittrice, assieme alla quale ha compiuto i suoi esordi.
Fin dall'infanzia ha mostrato un'inclinazione per il disegno, frequentando lo studio del padre fin dall'età di 11 anni e prendendo lezioni dallo zio Marcello d'estate, nello studio della famiglia a Pietrasanta.
Le prime opere pittoriche risalgono a quando  aveva 16 anni, ma la sua carriera di pittore iniziò dopo la fine del liceo classico , nel 1986, quando iniziò a lavorare presso lo studio paterno, studiando contemporaneamente  Letteratura e Storia dell'Arte all'Università "La Sapienza" di Roma.

## Riconoscimenti
Donald Kuspit ha definito la sua pittura: «Lussureggiante, virile, esotica», mentre Philippe Daverio, nella monografia dedicata all'artista e pubblicata in occasione della mostra "Giovanni Tommasi Ferroni - Collezione Hans Terbruggen" presso il museo "Jan van der Togt" di Amstelveen (Olanda) lo definisce "un pericoloso alchimista delle cose che stanno per succedere".
Edifici, eventi e figure storiche formano il punto di partenza dell'immaginazione dell'artista. Talvolta nelle pitture appaiono famosi edifici storici, come l'antica chiesa di San Marco a Venezia, presso la quale - elemento ricorrente in numerose opere del pittore - è ormeggiato un lussuoso yacht moderno.

## Mostre
- 1989 Galleria AMG, Alassio.
- 1991 Galleria Il Gabbiano, Roma.
- 1995 Galleria L'Indicatore, Roma.
- 1997 Group exhibition European Figurative Art Steltman Galleries, Amsterdam ; Steltman Galleries, Amsterdam ; Galleria Il Gabbiano, Roma.
- 1998 Steltman Galleries, New York ; Steltman Galleries, Amsterdam.
- 2000 Steltman Galleries, Amsterdam.
- 2002 Museo Sandro Parmeggiani, Ferrara ; 2002 Steltman Galleries, Amsterdam.
- 2003 Steltman Galleries, Amsterdam.
- 2004 Galleria Il Tempietto, Brindisi.
- 2005 Steltman Galleries, Amsterdam.
- febbraio- marzo 2006 , Jan van der Togt Museum, Amstelveen ; aprile 2006, Gallery Davico, Torino.
- 2007 Museo Sandro Parmeggiani, Ferrara ; Tekne. Milano ; Palazzo Antinori 'Per ... Bacco', Firenze ; agosto, Museo di Bou Tou. Cina 2007 ; Steltman Galleries, Amsterdam.
- 2008 Olimpic Fine Arts. Pechino.
- 2009 Ex convitto Palmieri. Lecce.
- 2011 Biennale di Venezia ; 2011 Selective Art, Parigi ; Palazzo Bontadosi, Montefalco
- 2012 Morren Galleries, Amsterdam ; Museo civico, Montefalco ; Lotus Art Gallery, Bangkok
- 2013 Morren Galleries - Utrecht.
- 2023 Museo de Bellas Artes Juan B. Castagnino, Rosario - Argentina. "Canto dopo Canto. Cento disegni di Giovanni Tommasi Ferroni ispirati alla Divina Commedia di Dante"